# Spirostreptus angolensis
Spirostreptus angolensis är en mångfotingart som beskrevs av Karsch 1881. Spirostreptus angolensis ingår i släktet Spirostreptus och familjen Spirostreptidae. Inga underarter finns listade i Catalogue of Life.